# Blow Up the Outside World
"Blow Up the Outside World" é uma canção da banda estado-unidense de rock Soundgarden. Escrita pelo vocalista Chris Cornell, "Blow Up the Outside World" foi lançado em 18 de novembro de 1996 como o terceiro single do quinto álbum de estúdio da banda, Down on the Upside (1996). A canção se tornou um sucesso, liderando a parada Mainstream Rock Tracks da Billboard por 4 semanas. Apareceria mais tarde no álbum de greatest hits da banda lançado em 1997, A-Sides, e na coletânea promocional de Chris Cornell em 2007, The Roads We Choose - A Retrospective.